# Amphiophiura paupera
Amphiophiura paupera är en ormstjärneart som först beskrevs av Jean Baptiste François René Koehler 1922.  Amphiophiura paupera ingår i släktet Amphiophiura och familjen fransormstjärnor. Inga underarter finns listade i Catalogue of Life.